# Рейх, Эдуард
Эдуард Рейх (6 марта 1836, Штернберг — 1 февраля 1919, Майдерберг, Нидерланды) — австро-венгерский врач-гигиенист, преподаватель, автор ряда научных работ.

## Биография
Эдуард Рейх родился 6 марта 1836 года в Штернберге. Медицинское образование получил в Оломоуце и Брюнне, степень доктора медицины — в 1857 году в Йенском университете. После этого продолжил изучать медицину в Марбурге и Гёттингене.
В 1860 году получил право читать лекции по гигиене в Бернском университете, однако год спустя был изгнан из этого заведения за свои нестандартные взгляды и резкую критику австрийского государства, после чего отправился в Германию, где преподавал в Йене, Гёттингене, Берне, Страсбурге, Готе, Киле. 
С 1869 по 1873 год заведовал университетской библиотекой в Готе, затем жил в городах на побережье Балтийского моря. В 1893 году поселился в Бельгии, после начала Первой мировой войны бежал в Нидерланды, где и умер 1 февраля 1919 года.
Имел репутацию крайне эксцентричного врача. В своём фундаментальном труде о гигиене 1858 года пытался доказать, что гигиена является независимой от медицины научной дисциплиной.
Написал ряд работ, преимущественно по общественной гигиене и антропологии.